# Pterolophia gardneriana
Pterolophia gardneriana là một loài bọ cánh cứng trong họ Cerambycidae.